# 魔女的僕人和魔王的角
《魔女的僕人和魔王的角》是MOCHI於《月刊少年GANGAN》2014年5月號開始連載的日本漫畫作品。

## 故事介紹
講述萬能魔女·薇薇安得了一種身上會不斷生長荊棘、且難以治癒的怪病，薇薇安為了治好這怪病苦思已久，在壽命將至時研究出了藥方，但為了延長壽命必須將自己的時間暫停，她將藥方交給她的徒弟：藥草魔女·貝蒂後便進入沉睡，藥方其中一項是「魔王的角」，而貝蒂她的僕人艾爾瑟尼歐為了治癒薇薇安的怪病，隻身闖入魔王城，救了因為誤闖魔王城而被魔王拘禁的少女·雷伊，最後兩人互相幫助下逃出魔王城。
發現雷伊是為了找尋萬能魔女·薇薇安解除身上的詛咒而踏上旅途，誤打誤撞遇到艾爾瑟尼歐，最後兩人決定合作要搶奪魔王的角，以治癒薇薇安的怪病。

## 登場人物

### 主要人物
艾爾瑟尼歐
本作的主角，南方國家·伊斯帕尼亞人，24歲，魔王城的第二號入侵者，原本是人類，因為魔法在伊斯帕尼亞屬於高等教育，所以沒有學習過魔法，但因意外被火之蠑螈寄宿而變成了魔物，因此能夠使用火之魔法。使用魔法時，身上會出現鱗片，而他的招式都是在模仿好友梭羅，但沒有魔法基礎的關係而經常引火自焚，所幸抗火性很高所以不會燒傷自己。
不知為何許珀人不會念他的名字發音，始終將艾爾瑟尼歐念成艾爾瑟妞。
技：
- 覺醒之炎
- 煽情之炎
- 纏繞之炎

貝蒂
本作的女主角。藥草魔女，10歲，精通各種草藥、藥理，以及相關魔法，卻不擅長飛行魔法，魔導具是小型的豎琴，能透過魔導具變身，會變成一隻頸部綁著領結的小黑貓。
原本是迪伊貝倫斯王國的公主，幾乎被父親當作祭品獻祭時，被薇薇安拯救並收養。
薇薇安
萬能魔女，貝蒂的師父，在魔女之間擁有盛名，個性大剌剌、隨性、愛笑，是一個喜歡喝酒的人，最喜歡的東西是每年一度的魔女聚會，因為有免費的食物可以大吃特吃。
過去在貝蒂幾乎被父親當作祭品獻祭時，拯救了貝蒂並封印奴役國民的魔法陣，因此受到蕾吉娜的詛咒。
雷伊
極北之地·許珀耳玻瑞亞人，15歲，魔王城的第一號入侵者，以軍刀型的西洋劍作為武器，擅長使用冰之魔法，透過魔導具變身，會變成柯基犬。
漫畫83集中揭露了原本是女性，在母胎中被詛咒十日十夜而作為男性出生，小時候不慎掉落到水中，無意間解開了詛咒回復原本性別。
技：
- 冰河之山
- 冰塊瀑布
- 冰柱之雨

羅伊德
極北之地·許珀耳玻瑞亞人，魔法使、獵人，17歲，魔王城的第三號入侵者，艾瑞克的弟子，不苟言笑、實力堅強，武器是長鞭，擅長使用風之魔法，因此可以在空中自由飛行，因為自稱是雷伊的未婚夫，因此被魔王稱作姦夫。
他魔法是以動物名稱作為攻擊方向，以撲克牌中的黑桃、紅心、方塊、梅花、鬼牌作為招式種類，據艾瑞克解釋黑桃與梅花為攻擊招式，而黑桃攻擊方式屬於斬擊，而紅心屬於防禦。
技：
- 自由飛行
- 迎擊的烈風
- 驟起的陣風
- 風之護壁

艾瑞克
雷伊的大哥，24歲，極北的魔女，所有的魔法都是自學的，天分極高，因此貝蒂將他稱作天才，好友薩姆也說他有成為靈媒師的資質，但因為薩姆的關係，而對靈媒師有錯誤的見解，使他沒有意願學習靈媒師的魔法，因為心理陰影而懼怕所有鳥類以及魔物。
梭羅
南方國家·伊斯帕尼亞人，教會騎士團中實力堅強者，武器是十字劍，是艾爾瑟尼歐的好友，在下屬赫馬告知魔王一事而參加了魔王征討隊。
技：
- 覺醒之炎：對目標物放出火焰。
- 煽情之炎：對目標物放出火焰，但與覺醒之炎不同的是，煽情之炎會伴隨著爆炸。
- 纏繞之炎：在劍身上纏繞著一團火焰，但是會傷害魔導具（劍身本體）而被禁止使用。
- 終劇之炎：最強招式，需要透過詠唱才能使用，以劍斬出一道巨大的炎刃，僅一招便可將魔王擺平並剷平幾乎整座魔王城。

### 魔物
魔王·金狂牛
一個長著一對角、肥胖短小、穿著黑褲的牛，能夠使用稱作神之魔法的「雷之魔法」，愛好是裝嬰兒、大胸部、牛奶，且認定雷伊是自己的妻子。薇薇安甦醒後，轉而向薇薇安求婚。
被艾爾瑟尼歐、羅伊德稱為好色牛。
技：
- 魔王之槍
- 魔王的鐵鎚

布倫達
住在魔王城的魔物，是穿著半露下胸衣服的美少女，卻擁有令人畏懼的巨大毒螯以及吸食管，慣用武器是拳套，愛好是美女的血。
吸血鬼

### 其他人物
薩姆
艾瑞克的朋友，靈媒師，能夠運用火、水、風、土，精通各種魔法、巫術，曾指導艾爾瑟尼歐基礎，脾氣十分暴躁。
赫瑪
伊斯帕尼亞魔王征討隊的士兵，是梭羅的下屬。
亞瑟
艾瑞克收養的貓頭鷹。
加斯特
羅伊德家養的母雪橇犬，個性十分呆萌，不論是誰的命令都會聽。
蕾吉娜
詛咒薇薇安的元兇。真正身份是迪伊貝倫斯王國的公主，貝蒂的姐姐。個性自私，把奴役與殘殺百姓視作理所當然的事。國家被百姓推翻滅亡後，持續用了十年時間詛咒薇薇安。企圖殺死貝蒂時被雷伊以冰魔法冰封。

## 用語

### 魔力
蘊藏在生物、植物之中，是使用魔法的必要物件，魔法使是透過精靈以及魔導具戒而發動魔法，而魔物是可以直接使用魔法，同時魔力等同魔物的能量、生命，魔物的魔力若消耗殆盡就會失去體溫，接著死亡。

### 魔女
指藉由魔法陣、術式、天然精靈的力量發動魔法的人，魔女不一定是女性，若為男性也稱作為「魔女」。
已知魔女：
- 萬能魔女·薇薇安
- 草藥魔女·貝蒂
- 極北魔女·艾瑞克

### 魔導具
由魔女、工匠所製作的工具，也是使用魔法的關鍵，但魔導具並不是只有魔女、工匠才能製作，魔導具必須注入「心」的力量，換言之就是魔導具的存在必須對使用者有存在特殊的意義，若沒有以上的條件則無法使用魔導具，但以上除了魔女以魔法術式製作的魔導具例外。
已知魔女的魔導具：
- 鑰匙：可以將任何門變成薇薇安家的大門，以方便快速回家，同時也可以當作逃跑的導具。
- 艾爾瑟尼歐的靴子：只要穿戴這靴子，體重便會減少四分之三。
- 狗項圈：可以將人變成狗或反向，發動條件是「原地轉三圈後喊一聲“汪”」。
- 貓項圈：與狗項圈一樣，不同的是會變成貓，發動條件是「學貓梳洗臉三次後喊一聲“喵”」。
- 王之戒指、奴隸之項圈：戴上戒指的人可以對戴著項圈的人發號司令，且絕對無法反抗。
- 刻印之瞳：將眼睛變成如相機一般的存在，可以記錄所看到的東西。
- 隱形戒指：為魔王城吸血鬼所配戴，當手握拳的時候變會隱形，但仍可以被感知的方式查覺到，如：艾爾瑟尼歐可以感知人體的紅外線。

### 工匠
伊斯帕尼亞·特諾克教專門製造魔導具的職人。

### 特諾克教
伊斯帕尼亞國教，信奉無上的神，將魔力視為神賜予的寶物，因此將異教徒、魔女、魔物視為盜取神的寶物的惡徒、萬惡之源，若活捉則會處以火刑，原因是特諾克教將火視為神聖的存在，可以將人身上的罪惡燃燒殆盡並淨化、回歸最初的純潔。

## 世界觀

### 愛里蘭
薇薇安的家
萬能魔女·薇薇安與徒弟貝蒂的家，在房子旁還有農田種有各式草藥，與魔王城距離十分近。
魔王城
魔王所建造的城堡，裡面居住許多魔物，但多半都是為了魔王的牛奶而留下，當城堡被破壞時都是由魔王親自修繕。
小鎮
不知名的小鎮，艾爾瑟尼歐凡是有採購之類的事情都是在這邊處理。

### 許珀耳玻瑞亞
為極北之地的國家，以狩獵龍族聞名，因此稱之「全人類最強狩獵民族」，飲食習慣也出乎預料的詭異，如食用長毛象等。終年溫度於零點之下，使病菌難以生存，所以許珀人不常生病，但也因此使他們免疫能力意外的低。
國家圖書館
許珀耳玻瑞亞的國家圖書館，內有許多書藏，且數量、種類超出艾爾瑟尼歐的想像。
月之家
艾瑞克為了學習、實驗魔法所建的房子，與薩姆家十分像。
薩姆家
外觀與月之家十分相像，但內部裝飾充滿十足的野獸氣息，最後被艾爾瑟尼歐毀了。

### 伊斯帕尼亞
位於南方的國家，是艾爾瑟尼歐與梭羅的故鄉，信仰是特諾克教。

### 迪伊貝倫斯王國
貝蒂與蕾吉娜原本所屬的國家，王族代代使用魔法陣奴役身上刻下魔法刻印的國民。由於薇薇安拒絕國王把貝蒂當作不老不死密藥的材料的要求，把貝蒂帶離國家並封印魔法陣以致奴役魔法失效；而被恢復自我的國民推翻滅亡。

## 出版書籍
| 卷數 | 史克威爾艾尼克斯 | 史克威爾艾尼克斯       | 長鴻出版社     | 長鴻出版社             |
| 卷數 | 發行日期         | ISBN                   | 發售日期       | ISBN                   |
| ---- | ---------------- | ---------------------- | -------------- | ---------------------- |
| 1    | 2014年10月27日   | ISBN 978-4-7575-4454-3 | 2017年6月1日   | ISBN 978-986-474-380-3 |
| 2    | 2015年4月27日    | ISBN 978-4-7575-4629-5 | 2017年6月29日  | ISBN 978-986-474-414-5 |
| 3    | 2015年10月27日   | ISBN 978-4-7575-4783-4 | 2017年9月7日   | ISBN 978-986-474-492-3 |
| 4    | 2016年4月22日    | ISBN 978-4-7575-4908-1 | 2017年10月12日 | ISBN 978-986-474-520-3 |
| 5    | 2016年10月22日   | ISBN 978-4-7575-5123-7 | 2017年10月26日 | ISBN 978-986-474-536-4 |
| 6    | 2017年6月27日    | ISBN 978-4-7575-5396-5 | 2018年5月30日  | ISBN 978-986-474-754-2 |
| 7    | 2017年10月22日   | ISBN 978-4-7575-5549-5 | 2018年10月9日  | ISBN 978-986-474-877-8 |
| 8    | 2018年6月22日    | ISBN 978-4-7575-5716-1 | 2018年12月19日 | ISBN 978-986-474-945-4 |
| 9    | 2018年12月21日   | ISBN 978-4-7575-5947-9 | 2021年1月29日  | ISBN 978-986-504-687-3 |
| 10   | 2019年6月12日    | ISBN 978-4-7575-6115-1 | 2022年11月4日  | ISBN 978-626-007-152-3 |
| 11   | 2019年12月12日   | ISBN 978-4-7575-6414-5 |                |                        |
| 12   | 2020年6月12日    | ISBN 978-4-7575-6676-7 |                |                        |
| 13   | 2020年11月12日   | ISBN 978-4-7575-6977-5 |                |                        |
| 14   | 2021年5月12日    | ISBN 978-4-7575-7193-8 |                |                        |
| 15   | 2021年10月12日   | ISBN 978-4-7575-7523-3 |                |                        |
| 16   | 2022年4月12日    | ISBN 978-4-7575-7873-9 |                |                        |

## 外部連結
- Square Enix漫畫官方網站 （页面存档备份，存于）（日語）